# Marguerite-Louise Couperin
Marguerite-Louise Couperin (París, 1676 - Versalles, 30 de maig de 1728) fou una cantant, compositora i clavicembalista francesa. Pertanyia a la família Couperin, una nissaga d'artistes prolífics i amb gran talent musical. Va ser una de les primeres dones a actuar a la Chapelle royale.